# Iphiaulax vesta
Iphiaulax vesta är en stekelart som beskrevs av Charles Thomas Brues 1924. Iphiaulax vesta ingår i släktet Iphiaulax och familjen bracksteklar. Inga underarter finns listade i Catalogue of Life.